# Agnes Benidickson
Pour les articles homonymes, voir Benidickson.
Agnes McCausland Benidickson (née Richardson) (19 août 1920-23 mars 2007) est une personnalité canadienne de l'Ontario. Elle est la première femme servant comme chancelière de l'Université Queen's de Kingston de 1980 à 1996,.

## Biographie
Né à Chaffeys Locks (Rideau Lakes (en)) en Ontario, Agnes McCausland Richardson est la fille de James Armstrong Richardson Sr. (en) qui sert comme chancelier de l'Université Queen's de 1929 à 1939. Elle est prénommée d'après sa tante Agnes McCausland Richardson Etherington (en) (1880-1954). Elle grandit à Winnipeg et obtient un B.A. de l'Université Queen's en 1941 et un doctorat en droit en 1979.
Son frère, James Armstrong Richardson Jr., est député de Winnipeg-Sud de 1968 à 1979 et ministre du cabinet Trudeau.
En 1947, elle épouse William Moore Benidickson (1911-1985), qui est député de Kenora—Rainy River de 1945 à 1965, ministre dans le cabinet de Lester Pearson et sénateur de 1965 à son décès en 1985.
Fait officière de l'Ordre du Canada en 1987, elle est promue comme compagnon en 1998. En 1987, elle reçoit un doctorat honorifique en droit de l'Université de la Colombie-Britannique et est recompensée de l'Ordre de l'Ontario en 1991.